# Yesterday Meets Today
Yesterday Meets Today é o décimo-terceiro álbum de estúdio do guitarrista virtuoso estadunidense Eric Johnson. Ele foi lançado simultaneamente ao álbum The Book of Making, ambos no dia 29 de Julho de 2022, e os dois pelo selo Vortexan Music/Blue Élan Records. Os trabalhos foram gravados durante as restrições de mobilidade causadas pela Pandemia de COVID-19, quando guitarrista vasculhou arquivos em busca de material que não havia sido finalizado.

## Faixas
Todas as faixas compostas por Eric Johnson.
| N.º | Título                              | Duração |  |
| 1.  | "Move on Over"                      | 3:53    |  |
| 2.  | "Yesterday Meets Today"             | 4:05    |  |
| 3.  | "It's Just the Rain"                | 5:10    |  |
| 4.  | "Maha"                              | 1:59    |  |
| 5.  | "Hold on to Love"                   | 5:31    |  |
| 6.  | "Sitting on Top of the World"       | 3:54    |  |
| 7.  | "Dorsey Takes a Day Off"            | 2:36    |  |
| 8.  | "JVZ" (Dedicated to Jeff Van Zandt) | 2:32    |  |
| 9.  | "Until We Meet Again"               | 1:59    |  |